# Nekrolog 1317
Nekrolog
◄◄
| ◄
| 1313
| 1314
| 1315
| 1316
| 1317 | 1318 | 1319 | 1320 | 1321 | ► | ►►
Weitere Ereignisse | Allgemeiner Nekrolog 1317
Die Beschreibung der verstorbenen Person sollte so kurz wie möglich gehalten sein und nur deren signifikante Tätigkeit(en) enthalten.
Neue Namen ggf. auch unter dem Geburts- und Sterbedatum, also etwa unter 1. Januar und im Geburts- und Sterbejahr (2024) eintragen (nur bei entsprechender großer Wichtigkeit). Für Beispiele siehe die schon vorhandenen Artikel.
Außerdem über die fünf zuletzt Verstorbenen, zu denen es einen ausreichend guten Artikel für eine Präsentation auf der Hauptseite gibt, nach der todesbedingten Überarbeitung der Artikel ggf. auch unter Wikipedia Diskussion:Hauptseite informieren und sie am besten auch in den anderen Wikipedia-Sprachversionen eintragen. Tipp: Regelmäßig bei news.google.de nach „ist tot“, „gestorben“ oder „verstorben“ suchen.
Wenn eine Person gestorben ist, gibt es viele Seiten zu dieser Person in der Wikipedia, die davon auch betroffen sind und entsprechend aktualisiert werden müssen. Beispiele: Namenübersichtsseite, Geburtsjahr, Geburtsort-Seiten und viele mehr.
Wie finde ich die betroffenen Seiten?
Im Suchfeld auf der linken Seite gibt man den Suchbegriff so ein: „Vorname Nachname“. Dann klickt man auf Volltext und alle Seiten mit entsprechendem Suchtext werden aufgerufen. Hier sieht man dann schnell, wo auch das Todesjahr Sinn macht oder sogar ein Teil des Artikels angepasst werden muss. Auch hilft das „Werkzeug“ auf der linken Seite sehr gut, um solche Seiten aufzufinden: „Links auf diese Seite“. Somit ist die Wikipedia wieder aktuell in allen Bereichen! Hinweis: bei Eintragung der Kategorie „Gestorben JAHR“ wird der Missbrauchsfilter 49 ausgelöst, was jedoch nicht schlimm ist. Siehe: Spezial:Missbrauchsfilter/49
Dies ist eine Liste von im Jahr 1317 verstorbenen bekannten Persönlichkeiten. Die Einträge erfolgen innerhalb der einzelnen Daten alphabetisch sortiert. Tiere sind im Nekrolog für Tiere zu finden.

## Februar
| Tag        | Name               | Beruf, bekannt als                               | Alter | Beleg |
| ---------- | ------------------ | ------------------------------------------------ | ----- | ----- |
| 6. Februar | Brynolf Algotsson  | mittelalterlicher Bischof von Skara und Heiliger |       |       |
| 6. Februar | Werner             | Bischof von Lavant                               |       |       |
| 7. Februar | Robert de Clermont | königlich-französischer Prinz                    |       |       |

## März
| Tag      | Name                | Beruf, bekannt als                            | Alter | Beleg |
| -------- | ------------------- | --------------------------------------------- | ----- | ----- |
| 13. März | Burkhard von Serkem | Bischof von Lübeck                            |       |       |
| 28. März | Walter Maidstone    | englischer Geistlicher, Bischof von Worcester |       |       |
| März     | Richard Swinfield   | englischer Geistlicher                        |       |       |

## April
| Tag       | Name                    | Beruf, bekannt als                                   | Alter | Beleg |
| --------- | ----------------------- | ---------------------------------------------------- | ----- | ----- |
| 6. April  | Guido III.              | Graf von Saint-Pol                                   |       |       |
| 20. April | Agnes von Montepulciano | Äbtissin und Heilige der römisch-katholischen Kirche |       |       |
| April     | Johann V.               | Markgraf von Mark Brandenburg                        |       |       |

## Mai
| Tag     | Name              | Beruf, bekannt als        | Alter | Beleg |
| ------- | ----------------- | ------------------------- | ----- | ----- |
| 24. Mai | Francesco Caetani | italienischer Geistlicher |       |       |
| 29. Mai | Guido von Avesnes | Bischof von Utrecht       |       |       |

## Juni
| Tag      | Name                 | Beruf, bekannt als                          | Alter | Beleg |
| -------- | -------------------- | ------------------------------------------- | ----- | ----- |
| 13. Juni | Jacques de Via       | Kardinal der katholischen Kirche            |       |       |
| 25. Juni | Heinrich von Harclay | englischer Scholastiker und Hochschullehrer |       |       |

## August
| Tag        | Name                        | Beruf, bekannt als                       | Alter | Beleg |
| ---------- | --------------------------- | ---------------------------------------- | ----- | ----- |
| 14. August | Bernard de Castanet         | Kardinal der Katholischen Kirche         |       |       |
| 22. August | Arnaud Nouvel               | französischer Kardinal und Zisterzienser |       |       |
| 23. August | Friedrich von Mitterkirchen | Bischof von Seckau                       |       |       |

## September
| Tag           | Name                        | Beruf, bekannt als                    | Alter | Beleg |
| ------------- | --------------------------- | ------------------------------------- | ----- | ----- |
| 20. September | Arnaud de Faugères          | französischer Kardinal und Erzbischof |       |       |
| 21. September | Viola Elisabeth von Teschen | Königin von Böhmen und Ungarn         |       |       |

## Oktober
| Tag        | Name    | Beruf, bekannt als  | Alter | Beleg |
| ---------- | ------- | ------------------- | ----- | ----- |
| 8. Oktober | Fushimi | 92. Tennō von Japan | 52    |       |

## November
| Tag          | Name           | Beruf, bekannt als                                                                        | Alter | Beleg |
| ------------ | -------------- | ----------------------------------------------------------------------------------------- | ----- | ----- |
| 9. November  | Manfred        | Herzog von Athen                                                                          |       |       |
| 26. November | Rixa von Werle | durch Heirat Herzogin von Braunschweig-Lüneburg und Fürstin von Braunschweig-Wolfenbüttel |       |       |

## Dezember
| Tag          | Name              | Beruf, bekannt als                                    | Alter | Beleg |
| ------------ | ----------------- | ----------------------------------------------------- | ----- | ----- |
| 15. Dezember | Maria von Beuthen | Königin von Ungarn, Kroatien und Dalmatien            |       |       |
| 24. Dezember | Jean de Joinville | Seneschall von Champagne und Chronist von Ludwigs IX. |       |       |

## Datum unbekannt
| Tag | Name                                                | Beruf, bekannt als                                             | Alter | Beleg |
| --- | --------------------------------------------------- | -------------------------------------------------------------- | ----- | ----- |
|     | Barschanbu                                          | König von Makuria                                              |       |       |
|     | Rohese de Clare                                     | englische Adlige                                               |       |       |
|     | Heinrich von Wacholz                                | Bischof von Cammin                                             |       |       |
|     | Heinrich Kunter                                     | Tiroler Kaufmann und Erbauer des nach ihm benannten Kuntersweg |       |       |
|     | Nitchō                                              | japanischer Mönch                                              |       |       |
|     | Giovanni I. Orsini                                  | Herr von Kefalonia, Pfalzgraf von Kefalonia                    |       |       |
|     | Tore Håkonsson                                      | norwegischer Lehnsmann                                         |       |       |
|     | Robert de Willoughby, 1. Baron Willoughby de Eresby | englischer Adliger                                             |       |       |
|     | Wernhard                                            | Benediktiner                                                   |       |       |
|     | Yolande von Montferrat                              | Kaiserin des byzantinischen Reichs                             |       |       |